# 谢莉·基钦
谢莉·基钦（英語：Shelley Kitchen，1979年12月2日—），新西兰女子壁球运动员。她曾代表新西兰参加2006年英联邦运动会壁球比赛，获得女子双打银牌和女子单打铜牌。